# Doorgal Borges
Doorgal Borges (Barra Mansa, 6 de abril de 1905 — Barbacena, 3 de abril de 2001) foi um aviador militar brasileiro.
Nascido no interior do estado do Rio de Janeiro na Fazenda do Palmital, foi um pioneiro da aviação militar brasileira, aspirante da 6ª turma da Arma de Aviação, em 22 de dezembro de 1932.
Foi nomeado, em 19 de maio de 1934, primeiro comandante do Destacamento de Aviação de Belo Horizonte, origem do atual Centro de Instrução e Adaptação da Aeronáutica (CIAAR) e da antiga Base Aérea de Belo Horizonte e do aeroporto da Pampulha - criado para servir de apoio à demarcação da "rota do São Francisco", Rio - Belo Horizonte - Fortaleza, do Correio Aéreo Militar, até 1936 quando foi transformado no Núcleo do 4º. Regimento de Aviação Militar.
Fez o primeiro pouso oficial nos aeroportos de Sete Lagoas, Januária, e Uberlândia, este em 10 de maio de 1935, em aeronave que pilotava em conjunto com o deputado estadual Fábio Bonifácio Olinda de Andrada. Construiu os primeiros campos de pouso em Pirapora, Xique-Xique e Remanso, às margens do rio São Francisco.
Em 1942 participou da Comissão de estudo para instalação da Escola de Aeronáutica (AFA) no Estado de São Paulo. Por ocasião da crise política de novembro de 1955 com os generais Lott e Denys, como subchefe da Casa Militar da Presidência da República, embarcou no navio cruzador Tamandaré juntamente com Carlos Lacerda, Eduardo Gomes, coronel Mamede e vários ministros, parlamentares e oficiais acompanhando o deposto presidente Carlos Luz.
Foi condecorado com o oficialato da Ordem do Mérito Aeronáutico pelo então presidente Eurico Gaspar Dutra em 10 de dezembro de 1950
A Manhã, Rio de Janeiro, 10/12/1950, p. 13</ref>
Consolidou a criação da Escola Preparatória de Cadetes do Ar que comandou de 11 de fevereiro de 1952 a 6 de outubro de 1954, restaurou a Casa de Santos Dumont em Cabangu, na cidade mineira de Santos Dumont e foi o último comandante da antiga Escola de Aviação do Campo dos Afonsos, no Rio de Janeiro. Foi comandante da Academia da Força Aérea de 15 de março de 1966 a 24 de agosto de 1967.
Dedicou-se durante toda a carreira às atividades do Correio Aéreo Nacional - CAN. Foi o responsável pela construção de vários campos de pouso do antigo Correio Aéreo Militar, marco relevante da aviação militar brasileira no esforço de integração e de assistência social às populações das diversas regiões que formam a nacionalidade. 